# Mil Mi-1
Le Mil Mi-1 est hélicoptère polyvalent construit dans les années 1940 et 1950 en Union soviétique où il est généralement considéré comme le premier véritable aéronef de ce genre produit en série. Son code OTAN est Hare.

## Développement
Produit à la demande expresse de Staline, qui voulait que l'URSS rattrape son retard en matière de voilures tournantes, le Mil Mi-1 tire ses origines du GM-1, un prototype datant de 1947 et dont les deux machines assemblées furent perdues dans des accidents. Malgré cela, les GM-1 avaient permis à Mikhaïl Mil et à ses équipes de se lancer pleinement dans cette aventure technologique.
Les grands principes du Mi-1 reprenaient ceux du GM-1. Dans le cadre de son développement économique l'Union soviétique souhaitait que le nouvel hélicoptère puisse remplir aussi bien des missions civiles que militaires.
Les études et recherches furent rendues plus rapides par la disponibilité immédiate du moteur en étoile AI-26V, directement dérivé du Shvetsov ASh-82, la version « locale » du Wright R-1820 Cyclone américain. En effet ce propulseur fiable et robuste était disponible en grande quantité. C'est grâce à cela que le premier vol put intervenir en septembre 1948.
Entré en service moins de deux ans plus tard cet hélicoptère était appelé à remplir bien des missions : liaisons aériennes, évacuations sanitaires, travail agricole, transport postal. L'appareil fut même envisagé comme plate-forme de tir de missiles antichars AT-3, mais les résultats ne furent pas convaincants.
En 2012 quelques exemplaires, parmi les plus de 2 500 machines construites, étaient encore en service, notamment en Russie. Mais la majorité des Mi-1 avaient rejoint les musées aéronautiques ou les parcs à ferraille.

## Versions

### Production en URSS
- Mi-1 : Désignation attribuée à la version initiale de série.
  - Mi-1T : Désignation attribuée à la première sous-version spécifique de l'appareil, destinée au transport de personnels.
  - Mi-1KR : Désignation attribuée à une sous-version de reconnaissance militaire.
  - Mi-1NKh : Désignation attribuée à une sous-version polyvalente.
- Mi-1A : Désignation attribuée à la deuxième série de machines.
  - Mi-1AKR : Désignation attribuée à une sous-version hybride du Mi-1KR et du Mi-1A.
- Mi-1U : Désignation attribuée à une version d'entraînement.
- Mi-1M : Désignation attribuée à une version civile destiné à l'Aeroflot.
  - Mi-1MNKh : Désignation attribuée à une sous-version polyvalente.
  - Mi-1MG : Désignation attribuée à une sous-version amphibie.
  - Mi-1MRK : Désignation attribuée à une sous-version militaire.

### Production sous licence
- SM-1 : Désignation attribuée à la version polonaise produite par PZL-Świdnik.
  - SM-1/600 : Désignation attribuée à la sous-version de série civile.
  - SM-1W : Désignation attribuée à la sous-version de série militaire.
  - SM-1WS : Désignation attribuée à une sous-version d'évacuation sanitaire.
  - SM-1WSZ : Désignation attribuée à une sous-version d'entraînement.
  - SM-1WZ : Désignation attribuée à une sous version de travail agricole.
- SM-2 : Désignation attribuée à une version spécifique produite spécialement pour le marché européen.

Le Mil Mi-1 a servi de base de travail pour le Mil Mi-2.

## Utilisateurs

### Civils

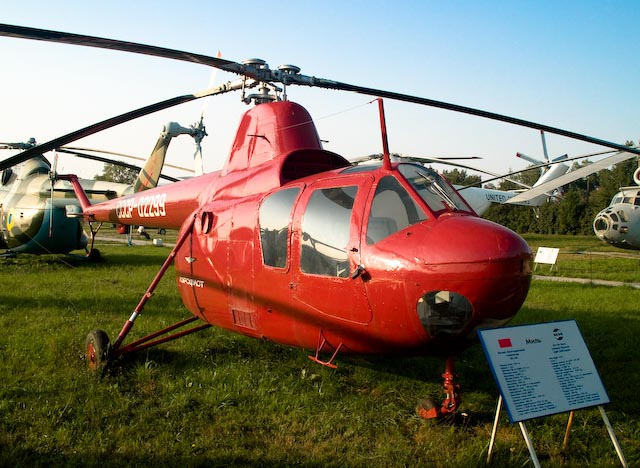
Mi-1M civil soviétique

- Roumanie
  - TAVS.
- Tchécoslovaquie
  - Slov-Air (en).
- Union soviétique
  - Aeroflot.
  - DOSAAF.

### Militaires
- Afghanistan
  - Afghan Hauai Quvah.
- Albanie
  - Forcave Ajrore
- Algérie

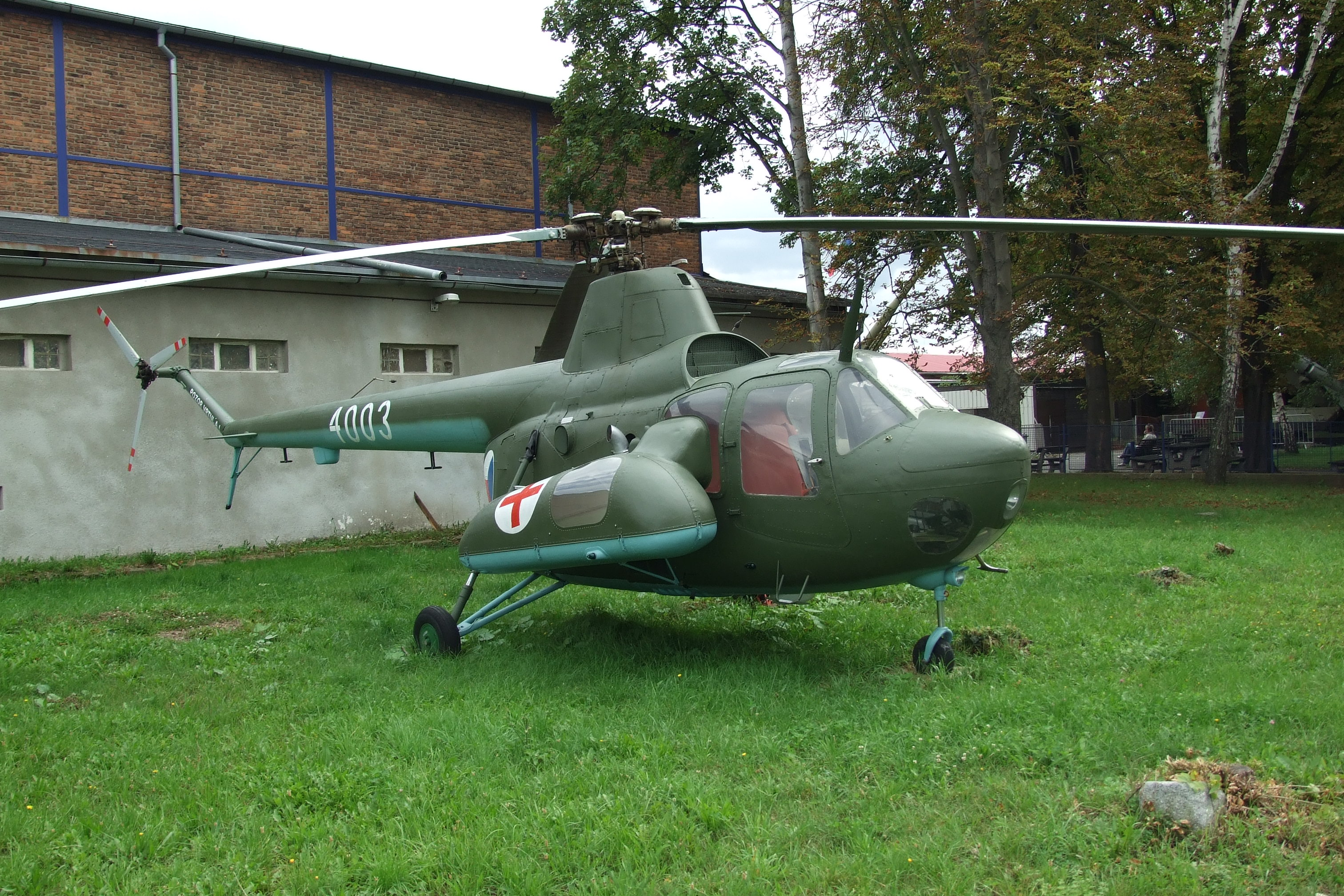
Mil Mi-1 Hare

  - Al Quwwat Al Djawia Al Djaza'eria
- Allemagne de l'Est
  - Luftstreitkräfte der Nationalen Volksarmee
  - Volksmarine
- Bulgarie
  - Force aérienne bulgare
- Chine

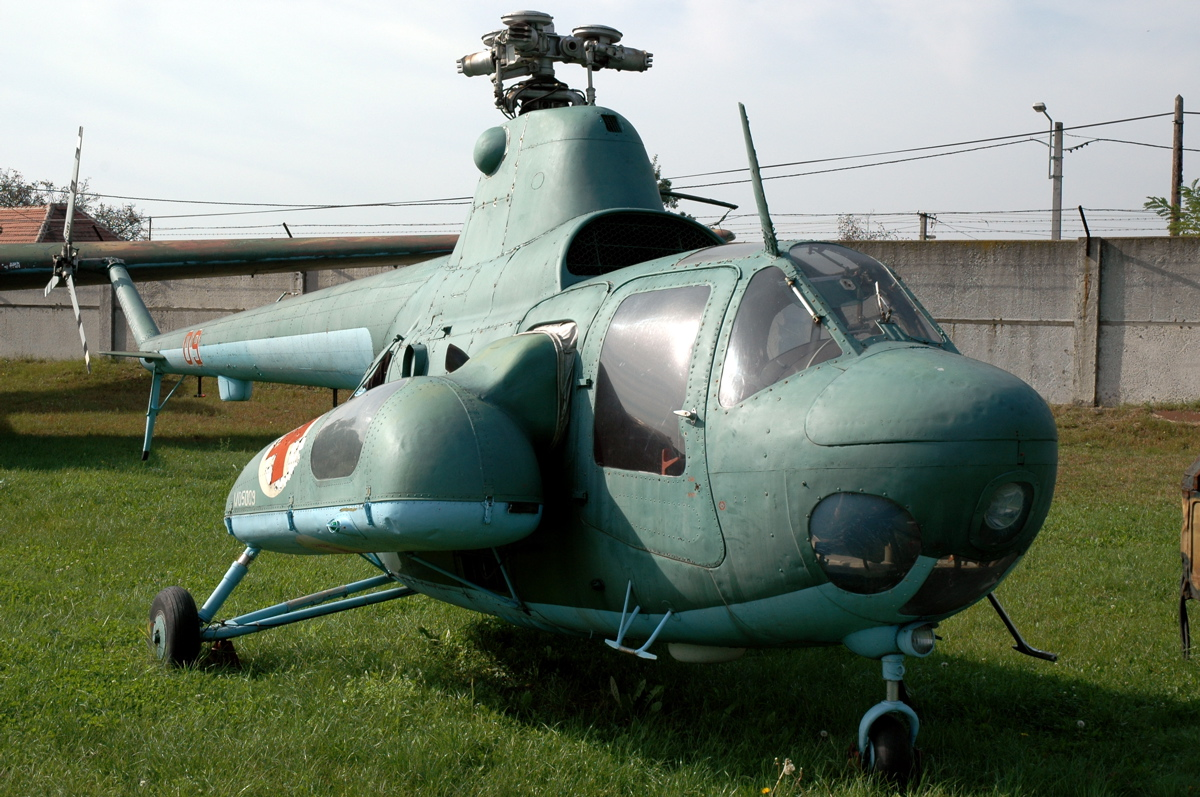
Mil Mi-1 sanitaire sans ses pales de rotor

- - Zhōngguó Rénmín Jiěfàngjūn Kōngjūn
- Corée du Nord
  - Force aérienne de l'armée populaire coréenne
- Cuba
  - Defensa Anti Aérea de las Fuerzas Armadas Revolucionarias
- Égypte
  - Armée de l'air égyptienne
- Finlande
  - Armée de l'air finlandaise.
  - Douanes.
- Hongrie
  - Magyar Légierő.
- Irak
  - Al Quwwa al-Jawwiya al-Iraqiya.
- Mongolie
  - Commandement de la Force de défense aérienne mongole.
- Pologne
  - Siły Powietrzne Rzeczypospolitej Polskiej.
  - Lotnictwo Marynarki Wojennej.
- Roumanie
  - Forţele Aeriene Române
- Soudan
  - Al Quwwat al-Jawwiya As-Sudaniya.
- Syrie
  - Al Quwwat al-Jawwiya al Arabiya as-Souriya
- Tchécoslovaquie
  - Force aérienne tchécoslovaque
  - Police
- Union soviétique
  - Armée rouge.

## Aéronefs comparables
- États-Unis : Bell 47
- États-Unis : Sikorsky S-51